# Pliomelaena caeca
Pliomelaena caeca är en tvåvingeart som beskrevs av Mario Bezzi 1924. Pliomelaena caeca ingår i släktet Pliomelaena och familjen borrflugor.
Artens utbredningsområde är Malawi. Inga underarter finns listade i Catalogue of Life.